# Euthalia indras
Euthalia indras är en fjärilsart som beskrevs av Vollenhoven 1862. Euthalia indras ingår i släktet Euthalia och familjen praktfjärilar. Inga underarter finns listade i Catalogue of Life.